# Benedetto Cairoli
Benedetto Cairoli (n. 28 ianuarie 1825, Pavia, Lombardia, Regatul Lombardia-Veneția – d. 8 august 1889, Napoli, Italia) a fost un politician italian, care a servit ca prim-ministru al Italiei timp de 2 ani.

## Biografie
Cairoli s-a născut la Pavia, Lombardia. Întreaga sa activitate (din 1848 până la finalizarea unificării Italiei în 1870) a fost dedicată mișcării Risorgimento ca ofițer garibaldian, refugiat politic, conspirator anti-austriac și deputat în parlament. El a avut sub comandă o companie de voluntari sub conducerea lui Garibaldi în 1859 și 1860, fiind rănit ușor la Calatafimi și grav la Palermo în 1860. În 1866, având gradul de colonel, l-a ajutat pe Garibaldi în campania din comitatul Tirol; în 1867 a luptat la Mentana, iar în 1870 a condus negocierile cu Bismarck în timpul cărora cancelarul german ar fi promis Italiei posesia Romei și a frontierelor ei naturale dacă Partidul Democrat ar putea împiedica o alianță între Victor Emmanuel și Napoleon.
Prestigiul personal dobândit de Benedetto Cairoli a fost sporit de cel al celor patru frați ai săi uciși pe câmpul de luptă în perioada războaielor din timpul Risorgimento și de conduita eroică a mamei lor. Refuzul său de a primi orice compensație sau distincție l-a făcut și mai îndrăgit de poporul italian. Când în 1876 Stânga a ajuns la putere, Cairoli, pe atunci deputat de șaisprezece ani, a devenit liderul parlamentar al partidului său.

## Prim-ministru al Italiei: primul mandat
După căderea lui Depretis, Nicotera și Crispi, și-a format primul cabinet în martie 1878, ducând o politică francofilă și iredentistă.
După căsătoria sa cu contesa Elena Sizeo de Trent, el a permis agitației iredentiste să ducă țara în pragul unui război cu Austria. Iritația generală a fost cauzată de politica de mâini curate a lui și a contelui Corti la Congresul de la Berlin unde Italia nu a obținut nimic, în timp ce Austro-Ungaria și-a asigurat un mandat european pentru ocuparea Bosniei și Herțegovinei. Câteva luni mai târziu, încercarea lui Giovanni Passannante de a-l asasina pe regele Umberto la Napoli (17 noiembrie 1878) i-a provocat căderea în dizgrație, în ciuda curajului arătat și a rănii severe primite cu ocazia protejării persoanei regelui. Agostino Depretis i-a devenit succesor în funcție.

## Prim-ministru al Italiei: a doua perioadă
La 3 iulie 1879 Cairoli a revenit la putere, iar în luna noiembrie a anului următor a format cu Depretis un guvern de coaliție în care și-a păstrat funcția de premier și ministerul de externe. Încrederea în asigurările franceze și convingerea că Marea Britanie nu va permite niciodată extinderea influenței franceze în Africa de Nord l-au împiedicat să prevadă ocupația franceză a Tunisului (11 mai 1881). Având în vedere indignarea populară, a demisionat pentru a nu face declarații inoportune în parlament.

## Ultimii ani
De atunci înainte practic a dispărut din viața politică. În 1887 a primit titlul de cavaler al Annunziata, cea mai înaltă decorație italiană, iar la 8 august 1889 a murit în timp ce era oaspete al regelui Umberto în palatul regal din Capodimonte lângă Napoli.
Cairoli a fost unul dintre cei mai remarcabili reprezentanți ai acestui tip de oameni publici italieni care, după ce s-au organizat și au luptat o generație pentru cauza unității naționale, au avut, în ciuda vitejiei lor, puține aptitudini pentru responsabilitatea pozițiilor parlamentare și oficiale pe care le-au obținut ulterior; și care, prin ignoranța lor asupra afacerilor externe și a administrației interne, au împiedicat fără să vrea dezvoltarea politică a țării lor.